# Mundus – Das Kunstmagazin aus München
Mundus (Eigenschreibweise: MUNDUS) ist eine dreimal jährlich erscheinende Kunstzeitschrift, die im Januar 2007 vom Münchner Medienunternehmer Chris Naumann gegründet wurde. Chefredakteurin seit der ersten Ausgabe ist Lena Naumann. Mundus wird vom Münchener Verlag E.M.F. GmbH in einer Auflage von 12.000 Exemplaren vertrieben. Das Magazin berichtet über Ausstellungen und künstlerische Veranstaltungen im gesamten deutschsprachigen Raum.

## Inhalt
Mundus ist ein Publikumsmagazin für Kunstinteressierte, das sich sehr stark inhaltlich mit Kunst auseinandersetzt. Jede Ausgabe widmet sich einem Schwerpunktthema, zu dem ein zeitgenössischer Künstler und seine Arbeiten vorgestellt werden, das aber auch in kunsthistorischen und kunstpsychologischen Artikeln behandelt wird sowie in Bildbesprechungen, Buch- und Filmrezensionen. Daneben stellt Mundus die besonders sehenswerten Ausstellungen in Deutschland, Österreich und der Schweiz vor und bringt Porträts von Museen, Galerien und Auktionshäusern. Eine eigene Rubrik informiert über Kunstauktionen und kündigt Kunstmessen im Erscheinungszeitraum der jeweiligen Ausgabe an.
Die jährlich drei Ausgaben erscheinen jeweils am 1. Januar, 1. Mai und 1. September.